# San Felice del Benaco

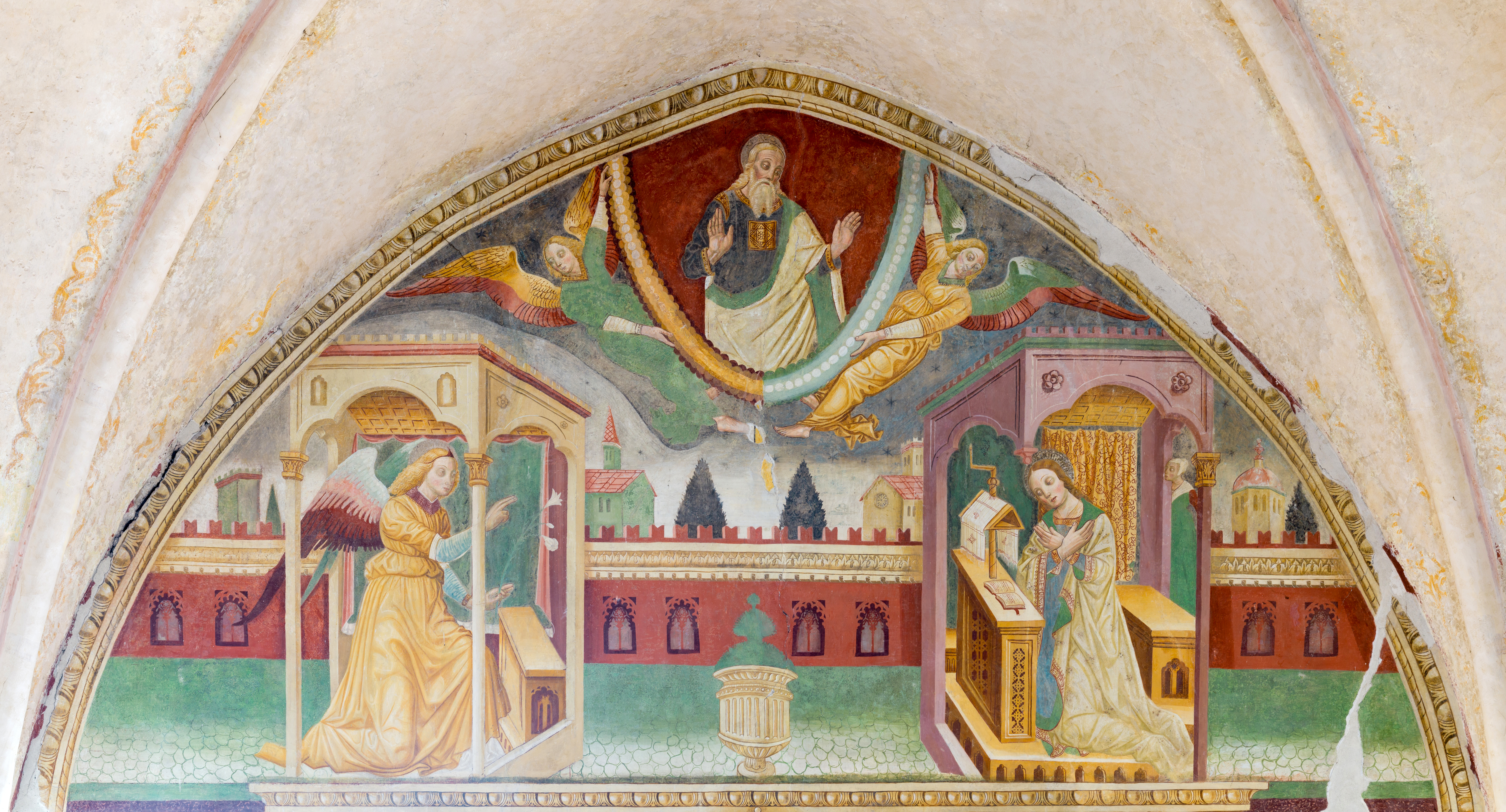
L'Annonciation, une fresque de 1475 de l'école lombardo-vénitienne à San Felice del Benaco.

San Felice del Benaco est une commune italienne de la province de Brescia, dans la région Lombardie. C'est une station touristique très fréquentée.

## Administration
| Période                                  | Période | Identité   | Étiquette | Qualité |
| ---------------------------------------- | ------- | ---------- | --------- | ------- |
| 2004                                     | 2014    | Paolo Rosa | PdL       | -       |
| Les données manquantes sont à compléter. |         |            |           |         |

### Communes limitrophes
Garda (Italie), Manerba del Garda, Puegnago sul Garda, Salò, Torri del Benaco